# Ptichodis infecta
Ptichodis infecta är en fjärilsart som beskrevs av Walker 1858. Ptichodis infecta ingår i släktet Ptichodis och familjen nattflyn. Inga underarter finns listade.